# 查美爾·艾當
查美爾·艾當（阿拉伯語：جمال عبدون，Jamāl ʿAbdūn，1986年2月14日—）出生於法國蒙特勒伊，是一名在法國出生的阿爾及利亞足球員，司職中場，現在是自由球員，最後效力希臘球會韦里亚。

## 球會
艾當在2002年在巴黎聖日耳門青年隊展開其足球生涯，他在季尾被放棄。2003年加盟，上陣10場，取得2個入球。
2007年1月，艾當外借加盟曼城。他只為球會上陣過1場，在2007年1月28日以後備身份在英格蘭足總盃3:1擊敗南安普顿一戰出場。在曼城不選擇買斷他後，他在季尾返回阿些斯奧。
從2008年到2010年，艾當在法國球會南特效力，2010年轉會希臘的卡瓦拉。一年後年加入同國的奥林匹亚科斯。2013年夏天加入英冠俱樂部诺丁汉森林。2015年，艾當跟诺丁汉森林協議離隊。

## 國家隊
艾當曾代表法國U17、U18和U20。他曾替法國U18贏得2007年土倫盃冠軍。
由於擁有阿爾及利亞血統，艾當持有雙重國籍，他有代表阿爾及利亞國家隊的資格。2009年9月15日，他首次被阿爾及利亞教練沙丹尼徵召加入阿爾及利亞國家足球隊對戰盧旺達。
2010年1月18日，艾當首次代表阿爾及利亞國家隊上陣，在2010年非洲國家盃對安哥拉時，他在88分鐘後備入替。他亦被徵召成為2010年世界盃阿爾及利亞隊的隊員。

## 個人
出生於法國的艾當，其父母分別來自阿爾及利亞卡拜里貝賈亞省艾克布的村莊Tifrit和Biziou。

## 外部連結
- 足球数据库：Djamel Abdoun的球员统计数据
- 查美爾·艾當 – 法國職業足球聯賽数据 – 支持法语（已存档）
- Eurosport